# 5. ваздухопловна команда
5. ваздухопловна команда била је здружена јединица Ратног ваздухопловства Југословенске народне армије. Настала је преформирањем 32. ваздухопловне ловачко-бомбардерске дивизије у складу са новом организацијом Ратног ваздухопловства према плану Дрвар 27. јуна 1959. године. У њеном саставу су биле јединице на аеродромима Плесо и Церкље.
Према плану реорганизације Ратног ваздухопловства Дрвар 2 преформирана је у 5. ваздухопловни корпус 2. маја 1964. године.

## Организација

### Потчињене јединице
Авијацијске јединице
- 117. ловачки авијацијски пук
- 109. ловачко-бомбардерски авијацијски пук
- 111. ловачко-бомбардерски авијацијски пук
- 184. извиђачки авијацијски пук
  - Ескадрила за везу 5. ваздухопловне команде (до 1961.)[2]
  - Ваздухопловна ескадрила лаке борбене авијације 5. ваздухопловне команде (до 1961.)[3]

Ваздухопловно-техничке јединице
- 151. ваздухопловна база
- 258. ваздухопловна база
- 474. ваздухопловна база

Јединице ВОЈИН
- 5. пук ВОЈИН

Јединице везе
- 298. батаљон везе

Инжињеријске јединице
- 379. инжињеријски батаљон

## Командант
- пуковник Радослав Јовић